# Dean Burmester
Dean Burmester, född 2 juni 1989 i Mutare i Zimbabwe, är en sydafrikansk professionell golfspelare som spelar för Liv Golf. Han har tidigare spelat bland annat på PGA Tour, PGA European Tour, Sunshine Tour och Challenge Tour.
Burmester har vunnit åtta Sunshine-vinster och två European-vinster. Hans bästa resultat i majortävlingar har varit en delad elfte plats vid 2022 års The Open Championship.